# Campionato asiatico femminile under 17 di calcio
Il Campionato asiatico femminile under 17 di calcio (AFC U-17 Women's Championship) è una competizione calcistica femminile per nazionali under 17 che si tiene ogni due anni, riservata ai Paesi affiliati all'AFC. Serve anche come fase di qualificazione al Campionato mondiale femminile under 17 di calcio.
La competizione, originariamente riservata alle nazionali under 17, fu organizzata per la prima volta nel 2005. A partire dalla seconda edizione del 2007 la formula venne mutata accettando le nazionali under 16, formula che venne mantenuta per altre sei edizioni per poi tornare, con decisione presa nel 2019, alle formazioni under 17, senza che tuttavia l'edizione di Thailandia 2022 venisse disputata a causa delle limitazioni della pandemia di COVID-19 nel paese del sud-est asiatico.

## Albo d'oro
| Anno | Ospitante     |                                               | Finale                                        | Finale                                        | Finale                                        |                                               | Finale 3º/4º posto                            | Finale 3º/4º posto                            | Finale 3º/4º posto |
| Anno | Ospitante     | Vincitore                                     | Risultato                                     | 2º posto                                      | 3º posto                                      | Risultato                                     | 4º posto                                      |                                               |                    |
| 2005 | Corea del Sud | Giappone                                      | 1 - 1 (dts) 3 - 1 (dtr)                       | Cina                                          | Thailandia                                    | 2 - 1                                         | Corea del Sud                                 |                                               |                    |
| 2007 | Malaysia      | Corea del Nord                                | 3 - 0                                         | Giappone                                      | Corea del Sud                                 | 1 - 1 (dts) 4 - 2 (dtr)                       | Cina                                          |                                               |                    |
| 2009 | Thailandia    | Corea del Sud                                 | 4 - 0                                         | Corea del Nord                                | Giappone                                      | 6 - 2                                         | Australia                                     |                                               |                    |
| 2011 | Cina          | Giappone                                      | girone all'italiana                           | Corea del Nord                                | Cina                                          | girone all'italiana                           | Corea del Sud                                 |                                               |                    |
| 2013 | Cina          | Giappone                                      | 1 - 1 (dts) 6 - 5 (dtr)                       | Corea del Nord                                | Cina                                          | 2 - 2 (dts) 4 - 2 (dtr)                       | Thailandia                                    |                                               |                    |
| 2015 | Cina          | Corea del Nord                                | 1 - 0                                         | Giappone                                      | Cina                                          | 8 - 0                                         | Thailandia                                    |                                               |                    |
| 2017 | Thailandia    | Corea del Nord                                | 2 - 0                                         | Corea del Sud                                 | Giappone                                      | 1 - 0                                         | Cina                                          |                                               |                    |
| 2019 | Thailandia    | Giappone                                      | 2 - 1                                         | Corea del Nord                                | Cina                                          | 2 - 1                                         | Australia                                     |                                               |                    |
| 2022 | Indonesia     | Cancellato a causa della pandemia di COVID-19 | Cancellato a causa della pandemia di COVID-19 | Cancellato a causa della pandemia di COVID-19 | Cancellato a causa della pandemia di COVID-19 | Cancellato a causa della pandemia di COVID-19 | Cancellato a causa della pandemia di COVID-19 | Cancellato a causa della pandemia di COVID-19 |                    |
| 2024 | Indonesia     | Corea del Nord                                | 1 - 0                                         | Giappone                                      | Corea del Sud                                 | 2 - 1                                         | Cina                                          |                                               |                    |
| 2026 | Cina          |                                               |                                               |                                               |                                               |                                               |                                               |                                               |                    |

## Medagliere
| Pos. | Paese          | Oro | Argento | Bronzo | Totale |
| ---- | -------------- | --- | ------- | ------ | ------ |
| 1    | Giappone       | 4   | 3       | 2      | 9      |
| 2    | Corea del Nord | 4   | 4       | 0      | 8      |
| 3    | Corea del Sud  | 1   | 1       | 2      | 4      |
| 4    | Cina           | 0   | 1       | 4      | 5      |
| 5    | Thailandia     | 0   | 0       | 1      | 1      |